# ميمونة أفتاتي
ميمونة أفتاتي هي سياسية ونائبة برلمانية مغربية وُلدت في مدينة الناظور في المغرب، وهي زوجة السياسي المغربي وعضو حزب العدالة والتنمية عبد العزيز أفتاتي.

## مسيرتها المهنية والسياسية
أنتخبت ميمونة أفتاتي كعضو في البرلمان المغربي في الانتخابات التشريعية المغربية لعام 2016 وحتى عام 2021 عن الدائرة الانتخابية الوطنية الجزء الأول المخصص للنساء كممثلة لحزب العدالة والتنمية، وضمن الكتلة البرلمانية لنفس الحزب، وكانت عضو لجنة المالية والتنمية الاقتصادية بمجلس النواب المغربي.

## الأنشطة
شاركت ميمونة أفتاتي كممثلة للمملكة المغربية في القمة السنوية للنساء السياسيات الرائدات عبر العالم، والتي عُقدت في مدينة ريكيافيك في آيسلندا خلال الفترة من 28 إلى 30 نوفمبر في عام 2017.